# Plášťovce
Plášťovce és un poble i municipi d'Eslovàquia que es troba a la regió de Nitra, al sud-oest del país. La primera menció escrita de la vila es remunta al 1156.

## Demografia
| Godina             | 1994 | 2004   | 2014   | 2024   |
| ------------------ | ---- | ------ | ------ | ------ |
| Nombre de persones | 1787 | 1701   | 1594   | 1442   |
| Diferència         |      | −4,81% | −6,29% | −9,53% |

| Godina             | 2023 | 2024   |
| ------------------ | ---- | ------ |
| Nombre de persones | 1468 | 1442   |
| Diferència         |      | −1,77% |